# Camping World Stadium
El Camping World Stadium, anteriormente llamado Tangerine Bowl, Florida Citrus Bowl, y Orlando Citrus Bowl, es un estadio ubicado en Orlando, Florida, en los Estados Unidos. Fue construido para albergar partidos de fútbol americano y fútbol, y tiene una capacidad de 65 000 espectadores. El 2 de abril de 2017 se celebró el evento de la WWE WrestleMania 33 en este estadio, logrando el récord de asistencia en este estadio de 75 245 personas.
Originalmente, el campo de juego era de césped natural, hasta que en 2010 se instaló césped artificial AstroTurf.
A partir del 26 de abril de 2016, Florida Citrus Sports anunció que cedió los derechos del nombre del estadio a la firma Camping World. Camping World se hará cargo de los derechos del estadio por el lapso de tres años hasta 2019.

## Resultados en eventos de importancia

### Copa Mundial de Fútbol de 1994
En el Citrus Bowl se jugaron los siguientes partidos de la primera fase: Bélgica v/s Marruecos (Grupo F), México v/s Irlanda (Grupo E), Bélgica v/s Holanda y Holanda v/s Marruecos (Grupo F); y un partido de octavos de final (Holanda v/s Irlanda).
| Fecha               | Fase             | Equipo    |                             | Resultado |                             | Equipo    | Espectadores |
| ------------------- | ---------------- | --------- | --------------------------- | --------- | --------------------------- | --------- | ------------ |
| 19 de junio de 1994 | Primera fase     | Bélgica   | Bandera de Bélgica          | 1 - 0     | Bandera de Marruecos        | Marruecos | 61 219       |
| 24 de junio de 1994 | Primera fase     | México    | Bandera de México           | 2 - 1     | Bandera de Irlanda          | Irlanda   | 60 790       |
| 25 de junio de 1994 | Primera fase     | Bélgica   | Bandera de Bélgica          | 1 - 0     | Bandera de los Países Bajos | Holanda   | 62 387       |
| 29 de junio de 1994 | Primera fase     | Marruecos | Bandera de Marruecos        | 1 - 2     | Bandera de los Países Bajos | Holanda   | 60 578       |
| 4 de julio de 1994  | Octavos de final | Holanda   | Bandera de los Países Bajos | 2 - 0     | Bandera de Irlanda          | Irlanda   | 61 355       |

### Copa América Centenario

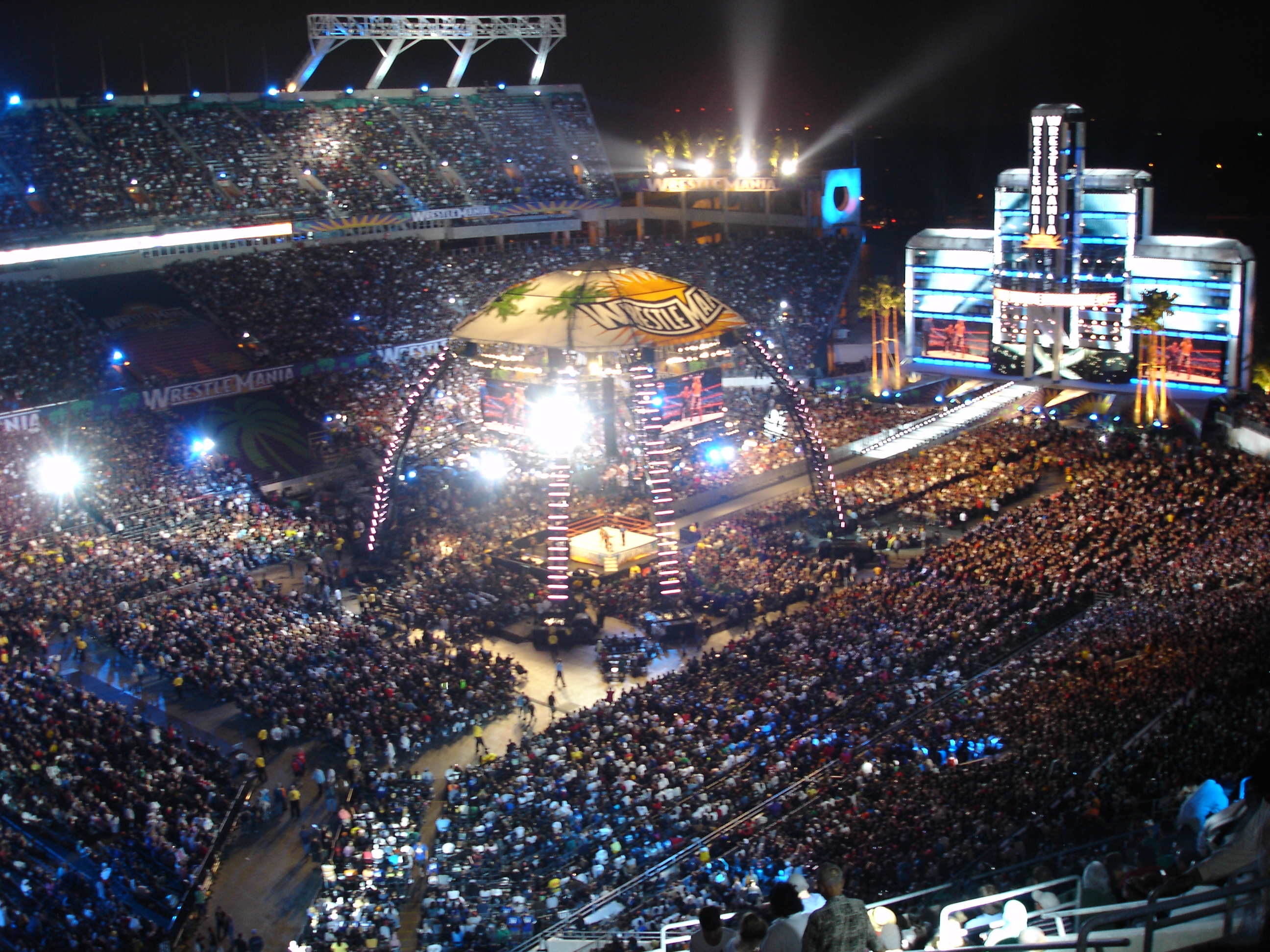
WrestleMania XXIV marcó el récord de asistencia para el Camping World Stadium con 74,635 aficionados en el evento

| Fecha              | Fase         | Equipo     |                       | Resultado |                     | Equipo   | Espectadores |
| ------------------ | ------------ | ---------- | --------------------- | --------- | ------------------- | -------- | ------------ |
| 4 de junio de 2016 | Primera fase | Costa Rica | Bandera de Costa Rica | 0 - 0     | Bandera de Paraguay | Paraguay | 14 334       |
| 6 de junio de 2016 | Primera fase | Panamá     | Bandera de Panamá     | 2 - 1     | Bandera de Bolivia  | Bolivia  | 13 466       |
| 8 de junio de 2016 | Primera fase | Brasil     | Bandera de Brasil     | 7 - 1     | Bandera de Haití    | Haití    | 28 463       |

### WrestleMania XXIV
El 30 de marzo de 2008, el estadio albergó la vigésima cuarta edición de WrestleMania. Siendo promocionado como el evento más grande la compañía de Lucha Libre Profesional WWE. Fue el primer WrestleMania en ser celebrado en el estado de Florida, y el segundo en ser al aire libre, después de WrestleMania IX. Nueve combates de lucha libre profesional fueron presentados en el evento. El Main Event de la noche fue The Undertaker derrotando a Edge con el WWE World Heavyweight Championship en juego, alargando su racha de victorias en WrestleMania a 16-0. Además, fue la primera derrota de Edge en una lucha individual en WrestleMania. WrestleMania XXIV marcó el récord de asistencia para el Camping World Stadium, con 74 635 personas en el evento.

### WrestleMania 33
WWE regresó al Camping World Stadium para albergar WrestleMania 33, que tomó lugar el 2 de abril de 2017. En dicho evento The Undertaker tuvo su última lucha profesional perdiendo ante Roman Reigns en el evento estelar. Además Brock Lesnar se convirtió en Campeón Universal de WWE al vencer a Goldberg; y Randy Orton ganó el Campeonato Mundial WWE al derrotar a Bray Wyatt. En total trece combates tuvieron lugar en el evento.

## En la cultura popular
El Camping World Stadium fue usado en la grabación de la película The Waterboy de Adam Sandler en 1998. Sirviendo el estadio como la casa de los ficticios Mud Dogs de la Universidad de Luisiana así como la casa del partido Bourbon Bowl al final de la película.
Tomas exteriores del estadio fueron utilizadas en la serie de televisión Entrenador, protagonizada por Craig T. Nelson como el entrenador Hayden Fox. En el programa, el Camping World Stadium era la casa del equipo ficticio los Orlando Breakers, los cuales el entrenador Fox dirigió durante las últimas 2 temporadas de la serie (1995-1997).